# نگاهی به بیرون
«نگاهی به بیرون» (انگلیسی: Lookin' to Get Out) یک فیلم به کارگردانی هال اشبی است که در سال ۱۹۸۲ منتشر شد.

## بازیگران
- آن مارگرت
- برت یانگ
- جان ویت
- آنجلینا جولی
- کلاید کوساتسو
- هال اشبی
- مارچلین برتراند
- ریچارد برادفورد
- زیگفرید و روی